# Edmund Sparmann
Edmund Ernst Karl Sparmann född 16 juni 1888 i Wien Österrike död 24 juni 1951 i Stockholm var en österrikisk-svensk, ingenjör, provflygare och flygplanskonstruktör.
Sparmann kom bland annat att grunda flygplanstillverkaren E. Sparmanns flygplanverkstad som var aktiv mellan 1932 till 1937.

## Biografi
Sparmann besökte tillsammans med kaptenen Max Perini Stockholm och Malmen 1919 för att demonstrera Phönixfabrikens flygplan Phönix C.I och Phönix D. III. Han blev erbjuden att stanna kvar i Sverige och anställdes hos AB Enoch Thulins Aeroplansfabrik några månader efter Thulins haveri. Efter företagets konkurs flög han en tid uppvisningar och rundflyg med passagerare. Han blev svensk medborgare 1925 vilket ledde till att han kunde anställas vid Malmen som kontrollingenjör och provflygare.
1932 startade Sparmann flygplanstillverkaren E. Sparmanns flygplanverkstad på Lilla Essingen i Stockholm med skadeståndspengar han fick från ett internationellt rättsfall. I och med första världskrigets start 1914 hade USA konfiskerat några av Sparmanns gyroinstrumentpatent och överlämnat dem till Elmer Ambrose Sperrys företag Sperry Gyroscope Co för vidareutveckling och produktion. Patenten gällde automatiska gyroskop ämnade för flygplan, ubåtar och torpeder, uppfunna av Sparmann runt 1910 till 1913. I och med rättsvinsten fick Sparmann skadestånd på cirka 250 000 svenska kronor. 
Sparmann reste 1933 till Wasserkuppe och utbildade sig i segelflygning. Efter att han klarat C-diplomet återvände han till Sverige för att försöka slå Douglas Hamilton i tävlingen om att först flyga ett motorlöst flygplan över Öresund. För flygningen införskaffade Sparmann med stöd av Läkerol en Grunau ESG-31 med registreringen SE-ADP (det första segelflygplan som inregistredades av Luftfartsstyrelsen i Sverige).
Den 12 augusti 1933 bogserade ABA-piloten Georg Lindow med en De Havilland Tiger Moth upp Edmund Sparmann i sitt segelflygplan från Bulltofta upp till 2 300 meters höjd. Efter losskopplingen över Limhamn i Malmö styrde han västerut mot den danska kusten och genomförde den första flygfärden någonsin över Öresund med ett segelflygplan. Han landade på Kastrup där han blev hälsad med entusiasm av flygstationens personal och tillfälliga åskådare. Efter tal och leverop "och några flaskor Carlsberg (möjligen var det också ett glas champagne)" påbörjades redan samma kväll återfärden med på nytt Lindow som bogserare, och senare landning på Bulltofta. Det hela beskrevs i pressen som "en historisk bragd". 
Sparmanns Grunau ESG-31 finns idag utställd vid segelflygmuseet på Ålleberg.